# سفر طولانی پورفی
سفر طولانی پورفی (به ژاپنی: ポルフィの長い旅، به انگلیسی: Porphy no Nagai Tabi) یک مجموعه تلویزیونی انیمه ۵۲ قسمتی است که توسط استودیو نیپون انیمیشن ساخته شده‌است. از ۶ ژانویه ۲۰۰۸ تا ۲۸ دسامبر ۲۰۰۸ در کانال ماهواره‌ای فوجی تلویژن آغاز پخش شد.